# Runcinia yogeshi
Runcinia yogeshi är en spindelart som beskrevs av Gajbe 2000. Runcinia yogeshi ingår i släktet Runcinia och familjen krabbspindlar. Inga underarter finns listade i Catalogue of Life.